# Panyabungan III
Panyabungan III is een bestuurslaag in het regentschap Mandailing Natal van de provincie Noord-Sumatra, Indonesië. Panyabungan III telt 3830 inwoners (volkstelling 2010).